# Тельсен
Тельсен (исп. Telsen) — посёлок в департаменте Тельсен провинции Чубут (Аргентина), административный центр департамента.

## История
Основан в 1898 году.
В 2009 году через посёлок прошёл 3-й этап 30-го юбилейного Ралли «Дакар-2009».